# 四季青街道 (杭州市)
四季青街道，中国浙江省杭州市上城区所辖街道，位于杭州市东部。总面积8平方千米，总人口2.4万人。原江干区政府位于境内。1984年，四季青乡成立。1994年，撤乡建镇。2002年，改设街道。四季青服装特色街是全国最大的服装集散地之一，汇集了四季青服装市场、杭派精品服装市场等15家专业服装市场。

## 辖区
四季青街道现辖：
- 社区(10)：三叉社区、五福社区、三堡社区、水湘社区、唐祝社区、钱江苑社区、钱杭社区、定海社区、钱塘社区、城星社区。